# Nehvoroșcea, Volodîmîr-Volînskîi
Nehvoroșcea (în ucraineană Нехвороща) este un sat în comuna Hmelivka din raionul Volodîmîr-Volînskîi, regiunea Volînia, Ucraina.

## Demografie
Componența lingvistică a localității Nehvoroșcea
     Ucraineană (98,33%)
     Rusă (1,26%)
     Alte limbi (0,42%)
Conform recensământului din 2001, majoritatea populației localității Nehvoroșcea era vorbitoare de ucraineană (98,33%), existând în minoritate și vorbitori de rusă (1,26%).